# Lobaci, Reșetîlivka
Lobaci (în ucraineană Лобачі) este localitatea de reședință a comunei Lobaci din raionul Reșetîlivka, regiunea Poltava, Ucraina.

## Demografie
Componența lingvistică a localității Lobaci
     Ucraineană (97,44%)
     Rusă (2,35%)
Conform recensământului din 2001, majoritatea populației localității Lobaci era vorbitoare de ucraineană (97,44%), existând în minoritate și vorbitori de rusă (2,35%).